# Tenstrike
Tenstrike és una població dels Estats Units a l'estat de Minnesota. Segons el cens del 2000 tenia 195 habitants.

## Demografia
Segons el cens del 2000, Tenstrike tenia 195 habitants, 83 habitatges, i 52 famílies. La densitat de població era de 23 habitants per km².
Dels 83 habitatges en un 27,7% hi vivien nens de menys de 18 anys, en un 56,6% hi vivien parelles casades, en un 4,8% dones solteres, i en un 37,3% no eren unitats familiars. En el 32,5% dels habitatges hi vivien persones soles el 13,3% de les quals corresponia a persones de 65 anys o més que vivien soles. El nombre mitjà de persones vivint en cada habitatge era de 2,35 i el nombre mitjà de persones que vivien en cada família era de 3,06.
Per edats la població es repartia de la següent manera: un 26,7% tenia menys de 18 anys, un 4,6% entre 18 i 24, un 31,8% entre 25 i 44, un 24,6% de 45 a 60 i un 12,3% 65 anys o més.
L'edat mediana era de 39 anys. Per cada 100 dones de 18 o més anys hi havia 98,6 homes.
La renda mediana per habitatge era de 35.000 $ i la renda mediana per família de 48.750 $. Els homes tenien una renda mediana de 27.917 $ mentre que les dones 23.125 $. La renda per capita de la població era de 18.415 $. Entorn del 6,7% de les famílies i el 8,9% de la població estaven per davall del llindar de pobresa.

## Poblacions més properes
El següent diagrama mostra les poblacions més properes.